# Liederbach am Taunus
Liederbach am Taunus è un comune tedesco di 9 062 abitanti situato nel land dell'Assia.